# Parallage mimica
Parallage mimica är en fjärilsart som beskrevs av Felder 1874. Parallage mimica ingår i släktet Parallage och familjen mätare. Inga underarter finns listade i Catalogue of Life.